# 僕らはみんな死んでいる♪
『僕らはみんな死んでいる♪』（ぼくらはみんなしんでいる、We are all already dead ）は、きらによる日本の漫画。
『YOU』（集英社）において、2010年11月号から2013年11月号まで連載された。単行本は全10巻。『YOU』2013年9月号にてドラマ化されることが発表され、スマートフォン向け配信コンテンツNOTTVおよびTBSテレビにて放送された。

## あらすじ
『天国』と呼ばれる見知らぬ場所に集められた他人同士の男女9人。そこに現れた「神様」を名乗る謎の生物は「君たちはもう死んでいる」と告げる。その後、ユアンの熱狂的なファンだったという茜を加え、このメンバーの中で最初にカップルになったふたりが生き返ることができるという「ラブゲーム」を行うことに。

## 登場人物
神様
「神様」と名乗る謎の生き物。人語を喋り、どんな動物にも変身することができるが、人間の姿は参加者らに不評である。
参加者らの頭の上に、誰が誰を好きなのか、ちょっとした仕草や言動で感じた一瞬のときめきなどを示すハートマークが見える。
ハートの大きさは気持ちの大きさに比例し、ゲームを終わらせるために相思相愛を偽ることはできない。
だが、ゲームを仕切るはずの「神様」はユアンを生き返らせるために、贔屓や妨害を繰り返す。
その正体は人気俳優の「一ノ瀬ユアン」。ユアンの双子の兄弟「一ノ瀬シオン」に殺された(ドラマ版では母親がユアンを殺害）。

### 女性
暁 凛（あかつき りん）
手首を切って自殺した女子高生。18歳。学校の友人関係が原因らしい。同性愛者（レズビアン）。
城之内 静江（じょうのうち しずえ）
有名マジシャン、プリンス・ジョージの助手で恋人。脱出マジックの失敗に見せかけてジョージに殺された。37歳。
アリエル・カーター
ラブゲーム始まって以来初めての外国人参加者。脂肪吸引手術中に死亡。20歳。変身前は日本語が話せなかったため、真と親しかった。
だが、「神様」のペナルティとして日本語が話せるように。初めは太っていたが、神様の計らいでモデル時代の姿に。外国人モデル。
おやじ好きで賢一のことが好きになる。そして、賢一の「セックス依存症」の苦しみを知ってもらうため、元の太った姿に戻る。
吉野 茜（よしの あかね）
ユアンの熱狂的なファン。死亡日が異なるが、特例としてラブゲームに参加する。死亡したユアンの後追い自殺を計り、ビルの屋上から転落死した。17歳。
ユアンのことが好きだったが、いつしか弘のことが気になり始め、好きになってしまった。

### 男性
一ノ瀬 ユアン（いちのせ ユアン）
人気俳優。24歳。嘔吐物を喉に詰まらせ死亡(ドラマ版では睡眠薬の過剰摂取か心身の疲労により死亡)。本当の正体は「神様」の双子の兄弟「一ノ瀬シオン」。「神様」のユアンを殺し、ユアンに成り代わったと明かした(ドラマ版では母親がユアンを殺したがシオン自身が殺したと告白)。
高橋 大樹（たかはし だいき）
オープン予定だった自分のバーの準備中、疲労でうたた寝をしてしまい煙草の不始末により焼死。25歳。年上の恋人の婚約者とその子供を遺してきている(ドラマ版ではボクシング選手、未婚。試合で対戦相手を死なせてしまい、罪の意識に駆られ首吊り自殺を図った。)。
山郷 賢一（やまごう けんいち）
不動産会社に勤務するサラリーマン。ホテルで全裸で死亡しているところを発見された。バツイチ。本当はカツラでハゲ。「セックス依存症」。
アリエルのおかげで、「セックス依存症」を克服することを決意。45歳。
小野寺 真（おのでら まこと）
翻訳の仕事をしている。急性アルコール中毒で死亡。25歳。英語が得意で変身前のアリエルと親しかった。
だが、「神様」のペナルティでアリエルが日本語を話せるようになり、役に立てなくなって影で落ち込み、存在自体を忘れられている。
佐藤 弘（さとう ひろし）
ミュージシャンを目指して関西から上京した。28歳。線路に落ち、列車に轢かれてミンチ状態（ドラマ版では交通事故）で死亡。茜のことが好き。しかし、「神様」にだまされ、ブラックホールに消えた。

## 書誌情報
- きら 『僕らはみんな死んでいる♪』 集英社〈クイーンズコミックス〉 全10巻
  1. 2010年10月20日発売、ISBN 978-4-08-865605-2
  2. 2011年02月18日発売、ISBN 978-4-08-865619-9
  3. 2011年07月19日発売、ISBN 978-4-08-865634-2
  4. 2011年12月19日発売、ISBN 978-4-08-865655-7
  5. 2012年04月25日発売、ISBN 978-4-08-865657-1
  6. 2012年08月24日発売、ISBN 978-4-08-865661-8
  7. 2012年12月25日発売、ISBN 978-4-08-865663-2
  8. 2013年04月25日発売、ISBN 978-4-08-865665-6
  9. 2013年08月23日発売、ISBN 978-4-08-865667-0
  10. 2013年11月25日発売、ISBN 978-4-08-865668-7

## 配信ドラマ
NOTTVで2013年12月2日から2014年2月14日まで配信された。全50話。初放送は毎週月曜から金曜の23:00 - 23:15、再放送は翌日（金曜放送分は翌週月曜）の12:00 - 12:15、その週に放送された5話分の総集編は毎週土曜の22:00 - 23:00に配信。
2014年7月2日（番組表上は7月1日深夜）より、TBSテレビで地上波放送されている。放送時間は毎週水曜日（火曜日深夜）2:16 - （放送時間53分間、第1話のみ2:26 - 3:31）、全10話。この放送に伴いTBSオンデマンドにて見逃し配信が行われた。

### キャスト
- 一ノ瀬 ユアン - 白濱亜嵐 (GENERATIONS from EXILE TRIBE/EXILE)
- 暁 凜 - 広瀬アリス
- 吉野 茜 - 矢作穂香
- 佐藤 弘 - 尾上寛之
- アリエル・カーター - 加賀美セイラ
- 神様 - 辻本耕志
- 山田 京子 - 田中美奈子
- 小野寺 真 - 郭智博
- 城之内 静江 - 月船さらら
- 山郷 賢一 - 甲本雅裕
- 高橋 大樹 - KENCHI (EXILE THE SECOND/EXILE)

### スタッフ
- 原作 - きら『僕らはみんな死んでいる♪』（集英社クイーンズコミックス）
- 脚本 - 喜安浩平、登米裕一
- 演出 - 今井夏木（TBSテレビ）、丸毛典子、原田健太郎
- 主題歌 - Flower「白雪姫」（ソニー・ミュージックアソシエイテッドレコーズ）
- テーマ音楽 - P.P.M（林久美子）
- スタントコーディネイト - 出口正義
- 企画 - 上田徳浩（NOTTV）
- プロデュース - 前田菜穂（TBSテレビ）、佐藤敦司（ドリマックス・テレビジョン）、渕江麻衣子（NOTTV）、今井夏木（TBSテレビ）
- 制作著作 - NOTTV、TBS

### 放送日程
| 各話                                                                       | 放送日         | サブタイトル                                  |
| -------------------------------------------------------------------------- | -------------- | --------------------------------------------- |
| 第1話                                                                      | 2013年12月02日 | だってユーたちはもう、死んでいるんだから…     |
| 第2話                                                                      | 12月03日       | アチチになればゲームは終了!?                  |
| 第3話                                                                      | 12月04日       | まずは楽しみなよ、ここの生活を                |
| 第4話                                                                      | 12月05日       | ユアンのそばにいたいんです!                   |
| 第5話                                                                      | 12月06日       | 神様を信じるかどうかは自分次第                |
| 第6話                                                                      | 12月09日       | 生き返りたいかも、オレ。                      |
| 第7話                                                                      | 12月10日       | そうか、届いてたんだ……!                       |
| 第8話                                                                      | 12月11日       | ひとまず何もなかったというテイで……            |
| 第9話                                                                      | 12月12日       | おめでとう!!見事カップル成立です!!            |
| 第10話                                                                     | 12月13日       | 解放されたかったか……。それもいいかもな        |
| 第11話                                                                     | 12月16日       | ユーは特別なんだから…                         |
| 第12話                                                                     | 12月17日       | ユーたちはミーのことを騙せないのさ            |
| 第13話                                                                     | 12月18日       | こんな僕でも仲良くしてくれますか?             |
| 第14話                                                                     | 12月19日       | 我慢しなくていいんだよ…                       |
| 第15話                                                                     | 12月20日       | 行けるよ、下界。                              |
| 第16話                                                                     | 12月23日       | セカンドシーズン、スタートです!               |
| 第17話                                                                     | 12月24日       | 健闘を祈りまあす                              |
| 第18話                                                                     | 12月25日       | 帰れるんだよな?繋いだら                       |
| 第19話                                                                     | 12月26日       | ペナルティー……?                               |
| 第20話                                                                     | 12月27日       | 僕はみんながアチチになるところを見たいんだよ? |
| 第21話                                                                     | 2014年01月06日 | オレのこと、受け入れられるかな?               |
| 第22話                                                                     | 01月07日       | 見ちゃったのよ、とんでもないものを……          |
| 第23話                                                                     | 01月08日       | ミーはユーの、神様なんだ……                    |
| 第24話                                                                     | 01月09日       | みんな楽しんでるよ、ラブゲームを。            |
| 第25話                                                                     | 01月10日       | ……本当の自分を見せてご覧よ……                  |
| 第26話                                                                     | 01月13日       | 忘れるからあなたも忘れて                      |
| 第27話                                                                     | 01月14日       | そんな事言うんだったら下界行って確かめてみよ  |
| 第28話                                                                     | 01月15日       | 死んでも楽にならないよね……                    |
| 第29話                                                                     | 01月16日       | 本当は気付いているんだろ?ミーが誰なのか。     |
| 第30話                                                                     | 01月17日       | 茜と恋をする！                                |
| 第31話                                                                     | 01月20日       | スイッチの入ったユーを見るの、すごく楽しいよ  |
| 第32話                                                                     | 01月21日       | 紛れもない、ユーへの恋心だよ                  |
| 第33話                                                                     | 01月22日       | 私はなんにも悪くない!                         |
| 第34話                                                                     | 01月23日       | 大丈夫。すっきりさせてくる                    |
| 第35話                                                                     | 01月24日       | 神様はルールを逸脱するべからず                |
| 第36話                                                                     | 01月27日       | 出ちゃったよ……                                |
| 第37話                                                                     | 0月28日        | 紛れもない、ユーへの恋心だよ                  |
| 第38話                                                                     | 01月29日       | ……ユアンじゃない!                             |
| 第39話                                                                     | 01月30日       | 茜へ                                          |
| 第40話                                                                     | 01月31日       | いいんだな、もう                              |
| 第41話                                                                     | 02月03日       | ふたご……ってこと?                             |
| 第42話                                                                     | 02月04日       | 私はただ、あなただけを信じる                  |
| 第43話                                                                     | 02月05日       | 俺が殺したんです……俺がユアンを……!             |
| 第44話                                                                     | 02月06日       | あなたは、殺していない……                      |
| 第45話                                                                     | 02月07日       | 時間制限があったのかこのゲームには……?         |
| 第46話                                                                     | 02月10日       | 私は私。自由に恋するわ。                      |
| 第47話                                                                     | 02月11日       | 恋だよそれは!                                 |
| 第48話                                                                     | 02月12日       | お前がいたから俺はユアンでいられたんだ……。    |
| 第49話                                                                     | 02月13日       | 好きだよ、ユアン……                            |
| 第50話                                                                     | 02月14日       | そうだよ……生きるんだ。                        |
| 平均視聴率 0.5%（視聴率はTBSテレビ放送分、関東地区、ビデオリサーチ社調べ） |                |                                               |